# Dub černomořský
Dub černomořský (Quercus pontica) je opadavý keř nebo nízký strom, pocházející z oblasti Kavkazu a jihozápadní Asie. V Česku je občas pěstován jako okrasná dřevina. Roste velmi pomalu.

## Popis
Dub černomořský je opadavý keř dorůstající výšky až 4 metry, řidčeji strom s krátkým kmenem a až 8 metrů vysoký. Borka je šedá až purpurově hnědá, šupinovitá, později brázditá. Letorosty jsou silné, hnědé, lysé, poněkud hranaté, s drobnými světlými lenticelami. Koncové pupeny jsou až 15 mm dlouhé, žlutohnědé, s tmavě lemovanými šupinami. Listy jsou tuhé, proměnlivého tvaru, nejčastěji eliptické až úzce obvejčité, 10 až 15, výjimečně až 25 cm dlouhé, na okraji s 15 až 30 páry ostrých zubů. Listy jsou na líci tmavě zelené a lesklé, na rubu šedozelené, lysé. Žilnatina je tvořena 16 až 17 páry postranních žilek. Řapíky jsou 6 až 15 mm dlouhé. Na podzim se listy barví do žlutých odstínů. Žaludy jsou po 1 až 5 na krátkých tlustých stopkách, 2 až 3 cm dlouhé, do 1/4 až 1/3 kryté miskovitou chlupatou číškou se ztlustlými šupinami.

## Rozšíření
Dub černomořský je rozšířen na Kavkazu, v Arménii, na pobřeží Černého moře a v severním Turecku. Roste v horských lesích a v subalpínských křovinách v nadmořských výškách od 1200 do 2300 metrů. Je to velmi pomalu rostoucí dřevina, vyhledávající půdy bez vápníku. V oblastech společného výskytu se kříží s dubem letním (Quercus robur), kříženec se jmenuje dub Hickelův (Q. x hickelii).

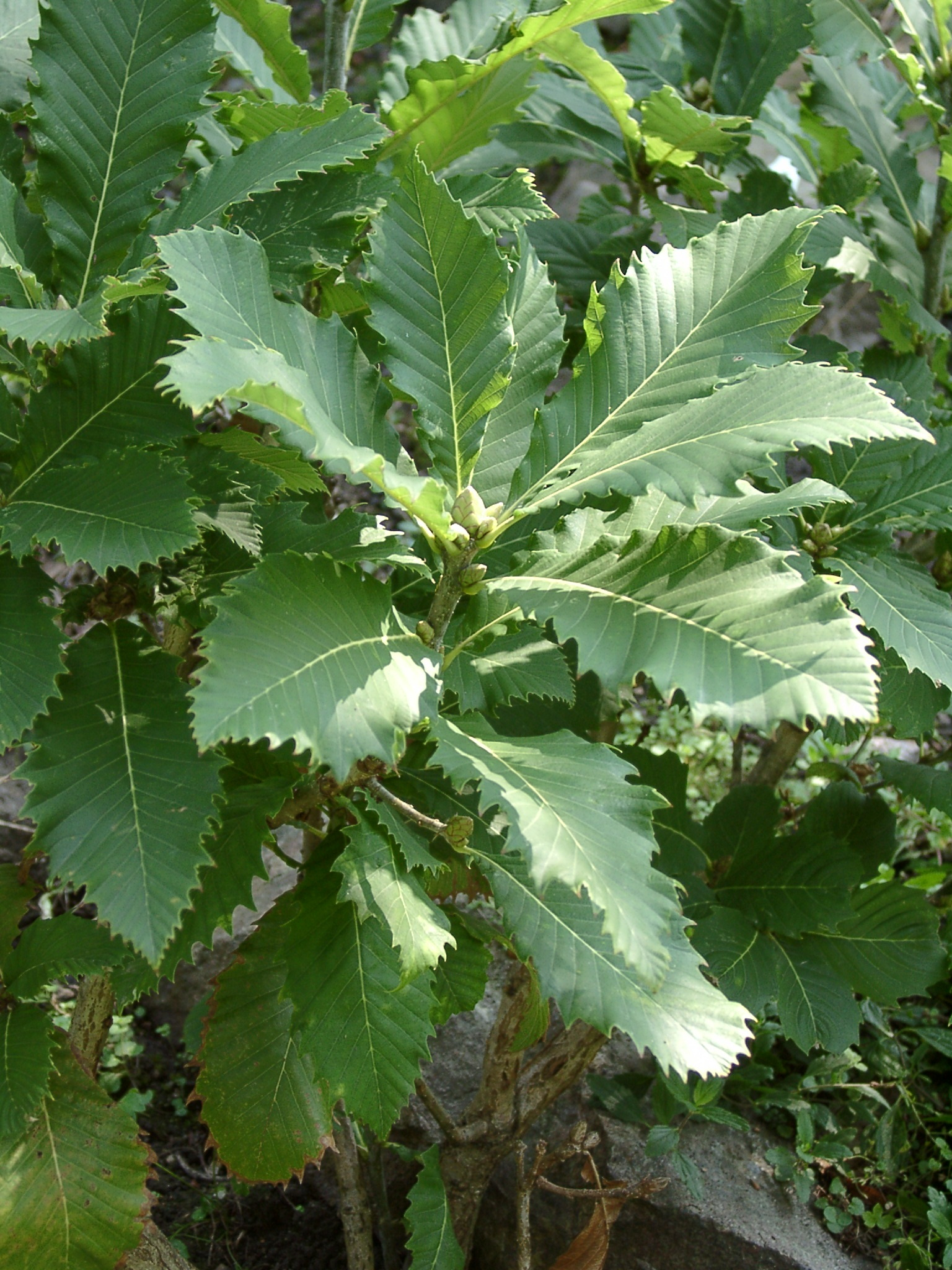
Dub černomořský
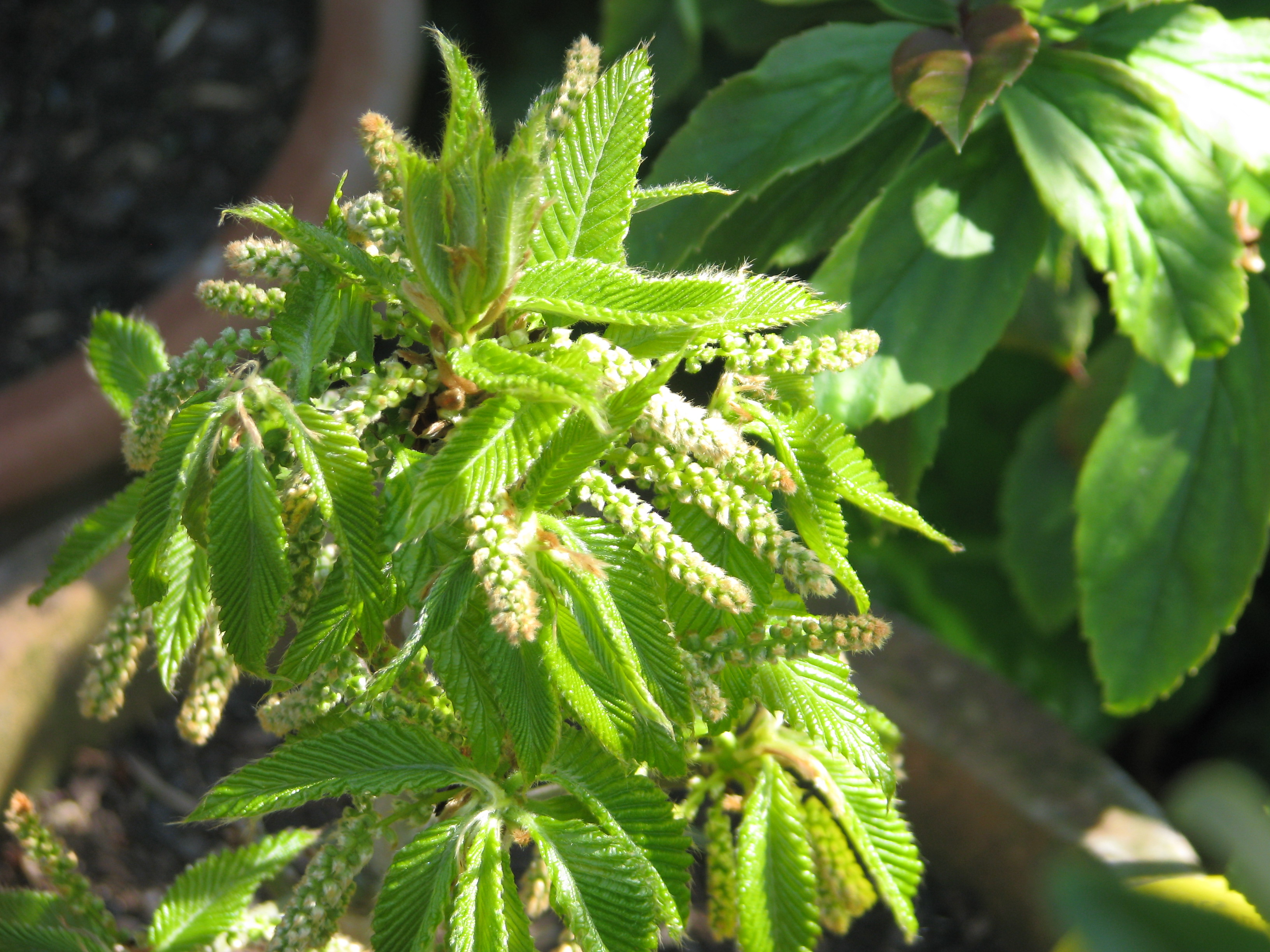
Kvetoucí dub černomořský
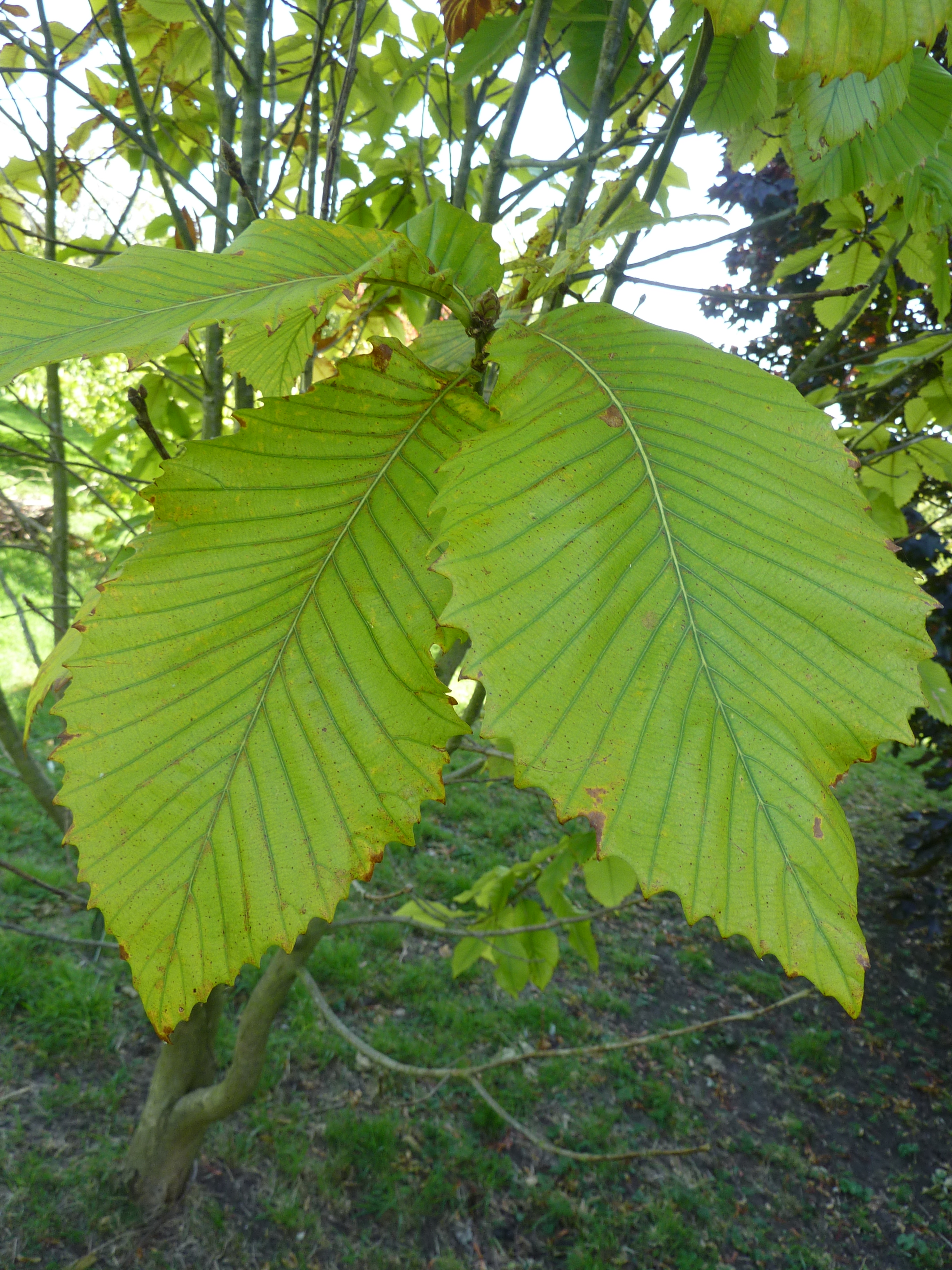
Listy dubu černomořského

## Význam
Dub černomořský je v Česku zřídka pěstován jako okrasná dřevina. Je uváděn z Průhonického parku, kde je vysazen v prostoru Alpína, z Arboreta Žampach a z Arboreta Kostelec nad Černými lesy.